# Cyclophora nigrostriata
Cyclophora nigrostriata är en fjärilsart som beskrevs av Karl von Lutzau 1908.
Cyclophora nigrostriata ingår i släktet Cyclophora och familjen mätare. Inga underarter finns listade i Catalogue of Life.